# Gruppo Editoriale Jackson
Il Gruppo Editoriale Jackson (oggi VNU business publications Italia s.r.l.) è stata una casa editrice italiana specializzata in pubblicazioni di libri e riviste sull'elettronica e l'informatica.
Fondata nel 1975 a Milano, venne acquisita nel 1992 da VNU, mutando la propria ragione sociale in VNU Business Publications Italia s.r.l. nell'ottobre 1999.

## Storia
Venne fondata da Paolo Reina e Giampietro Zanga, già dipendenti della casa editrice JCE.
Il nome della casa editrice e il suo logo che ritrae il settimo presidente statunitense Andrew Jackson derivano da una banconota da 20 dollari nel portafoglio di uno dei fondatori. Fu scelta come simbolo beneaugurante per una nuova azienda che guardava con interesse alle opportunità di divulgazione delle tecnologie d'Oltreoceano. Il nome di sapore americano avrebbe riscosso più credibilità tra gli italiani appassionati di tecnologia.
Nel 1992 le attività editoriali del Gruppo Editoriale Jackson furono acquisite da VNU all'interno di un consolidamento dello stesso gruppo francese e di una risoluzione del dissesto finanziario nel 1994. La Jackson era allora leader nell'editoria tecnica italiana, con 15 testate nei settori dell'informatica, elettronica, automazione e consumer; nello stesso anno si accordò per acquisire la proprietà di altri nove periodici dalla Etas, società del gruppo RCS che si stava spostando più verso il mercato professionale.
Sempre nel 1994 le attività relative ai libri confluirono nella società Jackson Libri, che continuò a pubblicare testi di informatica. Nel 1996 la Jackson Libri e la Futura Publishing costituirono il Gruppo Editoriale Futura, fondato da Paolo Reina; Futura estese l'attività anche ai periodici, di tecnologia come PC Pratico ma anche di costume come Maxim, e alla raccolta pubblicitaria.
Il gruppo VNU si occupa anche di organizzazione di fiere specialistiche. Nel 2001 la VNU Business Publications acquisì il Gruppo Pubblicità Italia, occupandosi con esso anche di ricerche e attività di marketing.
Entro il 1995 aveva acquisito fra l'altro Market Espresso e nel 1999 assegnava i "network news information technology awards".
Nel 2006 venne fondata Jackson Libri come S.p.A., attiva soprattutto nel settore ICT e nei corsi di lingue straniere. Dalla società dipendono i marchi Jackson Libri per l'informatica, JGroup per le lingue e Reina Editore per il settore giovanile.

## Informatica
La società editrice ha avuto la massima espansione negli anni ottanta, a partire dal successo dell'Enciclopedia di Elettronica e Informatica EI, pubblicazione di divulgazione tecnologica a fascicoli in edicola. EI è stata oggetto anche di una martellante campagna di pubblicità televisiva che ha dato grande notorietà al marchio Jackson.
Il Gruppo Editoriale Jackson ha pubblicato i primi corsi di autoistruzione sui microprocessori Bugbook e la storica rivista d'informatica Bit. Successivamente sono nate le riviste PC Magazine, Fare Elettronica, Elettronica Oggi, Informatica Oggi, Automazione Oggi, Strumenti Musicali e altre. Con l'editore americano IDG Communications, ha avviato lo startup in Italia del settimanale d'informatica Computerworld, in seguito pubblicato dalla filiale italiana della casamadre. I soci del Gruppo Editoriale Jackson hanno anche fondato una tra le prime società italiane editrici di software: J-soft.